# 시티센터

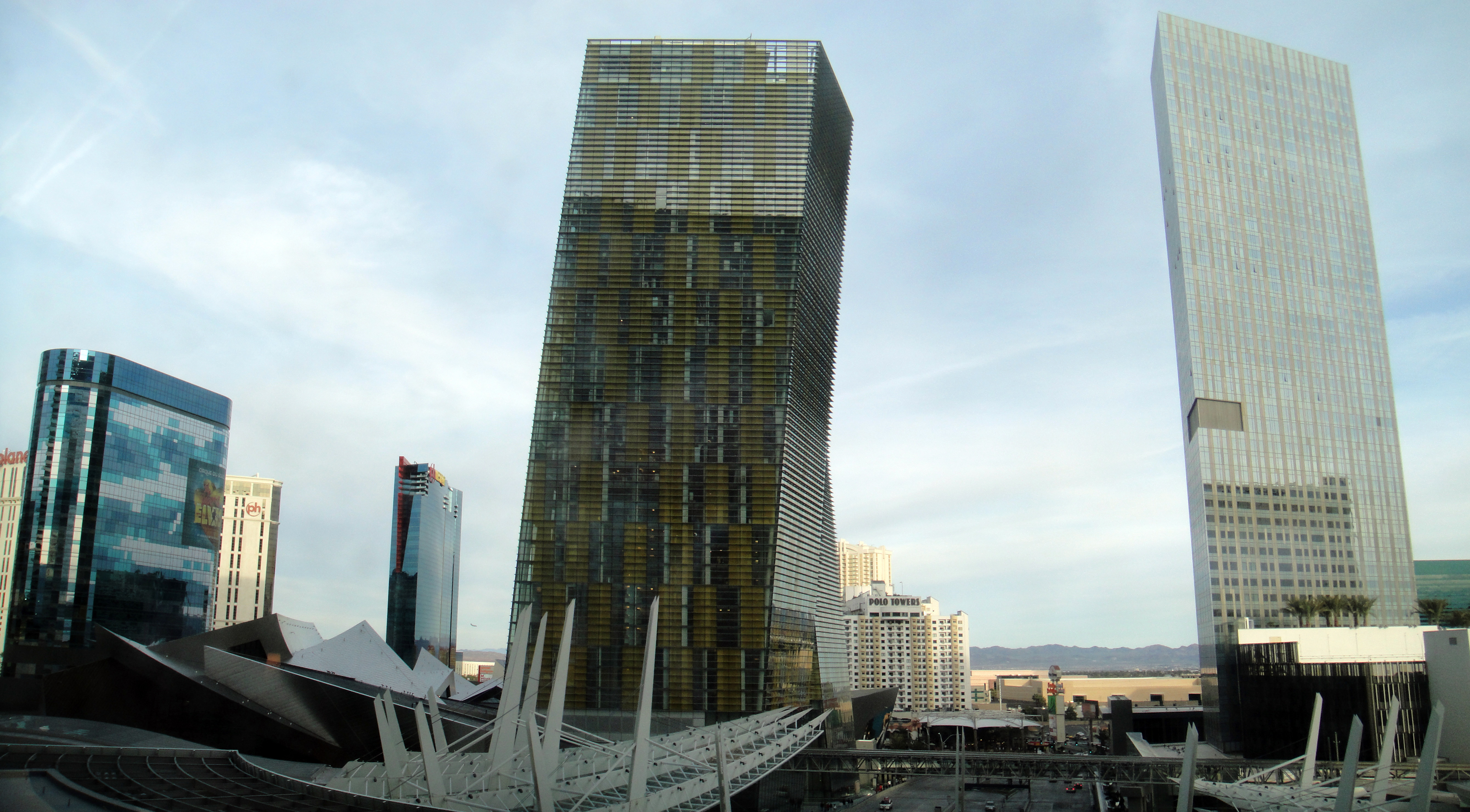

시티센터(영어: CityCenter)는 연면적 1,560,500m2의 복합용도 개발로, 네바다주 패러다이스의 라스베이거스 스트립에 위치한 부지규모 307,000m2의 도시이다.
이 프로젝트는 MGM 리조트 인터내셔널이 처음 시작했으며, 두바이 월드가 건설단계에서 동업자로 참여했다. 미국 역사상 민간 자금에 의한 건설 프로젝트로는 최대 규모다. MGM은 이 프로젝트를 통해서 시티센터와 인접한 자신들 소유의 몬테 카를로 라스베이거스와 벨라지오 라스베이거스를 피플무버(people mover) 시스템으로 연결했다.

## 기본계획
이 프로젝트는 하몬 아베뉴를 가로지르고 있으며, 동쪽부터 시계방향으로 라스베이거스 불레바드, 몬테 카를로 리조트, I-15, 벨라지오, 그리고 코스모폴리탄 리조트 & 카지노와 접하고 있다. 대상지는 이전에 보드워크 호텔 & 카지노, 벨라지오의 주차장, 그리고 몇 개의 상업시설이 점유하던 지역이었다.
컨셉 마스터플랜은 Ehrenkrantz, Eckstut & Kuhn Architects사에서 수행했으며, 약 2,400개의 콘도미니엄과 콘도호텔, 약 4,800개의 호텔 객실, 더 크리스탈 건물동 주변의 고층 타워들, 명품 쇼핑몰을 구획했다. 일상생활에 필요한 모든 일용품들이 갖춰지도록 설계되었으며, 4,000개의 호텔 & 카지노 객실(아리아), 400개의 객실을 갖춘 부티크 호텔이 2개(227개의 주거용 콘도를 갖춘 만다린 오리엔탈 레지더스와 하몬 호텔 & 스파), 순수한 주거건물(비어 타워스), 콘도호텔(브이다라 콘도 호텔), 그리고 연면적 46,000m2의 상점과 엔터테이먼트 구역은 스트립에 바로 접하는 첫 식료품점이 되도록 준비되었다.(2011년 7월이 되어서도 단지내에 식료품점은 하나도 없었다.) 이러한 다용도의 개발프로젝트는 물재생, 단지내발전기 같은 다양한 그린테크놀러지를 이용한다. 만다린 오리엔탈, 아리아, 브이다라 모두 2009년 11월에 LEED 건축물로 인증됐다.
시티센터의 총사업비는 약 92억달러, 한화로는 약 10조원으로, 미국의 민간자금 개발사업 중에서는 최대 규모다. 초기에는 사업비용을 40억달러, 한화 4조 5천억원 정도로 예상했으나, 건설비용 증가와 설계변경으로 크게 상승했다. 시티센터는 연관 프로젝트까지 포함해서 약 12,000명의 고용을 창출했다. 브이다라, 아리아, 만다린 오리엔탈과 더 크리스탈은 2009년 12월에 개장했으며, 비어 타워는 2010년 7월에 개장했다.
시티센터는 5개의 물과 얼음 시설로 특화했다. 설계는 벨라지오 분수와 미라지 화산시설을 담당했던 WET Design에서 맡았다. 이 중 3개의 특화시설(루미나, 포커스, 라티세)은 아리아 리조트 카지노에 있으며, 나머지 2개(할로, 글래시아)는 더 크리스탈에 있다.

## 건설
Perini Building Company 사는 총괄 건설사업관리자(CM) 역할을 맡게 된 Tishman Construction Corporation 사와 함께 프로젝트의 주계약자로 선정되었다. Gensler 사는 프로젝트 전반에 대한 총괄건축가 역할을 수행했다. 프로젝트는 3개의 블록으로 개발되었다. A블록은 시틴센터 카지노 리조트와 주변시설(, B블록은 브이다라, C블록은 만다린, 비어, 크리스탈, 하몬의 구조물로 구성되었다.
프로젝트 대상지에 제일 마지막까지 남아 있던 보드워크 카지노의 중층 높이의 호텔 타워는 2006년 5월에 제외되었다. 대부분의 설계 과정이 완료되고 나서, 2006년 6월에 공식적인 기공식 없이 건설이 시작되었다. 대부분의 조감도는 2006년 9월에 개봉되었지만, 일부는 2007년 2월까지 지연되었다. 2006년 6월 26일에 처음으로 콘크리트가 부어졌다. 이런 모든 작업에 앞서 각종 설비와 기반시설이 준비되었다. 얼마간의 건설 하자도 발견되었다. 현장에서의 다양한 건설 모습은 Build It Bigger 라는 TV쇼에서 시티센터, 라스베이거스라는 타이틀로 방영되었다.

## 재정 문제
2009년 초에 두바이월드가 동업자인 엠지엠리조트인터내셔널을 계약위반으로 고소했고, 2억 달러의 자금조달을 하지 않기로 결정하고 프로젝트의 정상적 진행을 요구했다.
2009년 4월 17일, 엠지엠리조트와 두바이월드는 시티센터의 완공을 보증하는 합의문에 동의했다.

## 중앙 발전소
지멘스는 시티센터의 전력과 난방을 지원하고, 온수를 제공하기 위해 9메가와트를 생산할 수 있는 1,000억달러의 중앙 발전소를 설계하고 건설했다.

## 시티센터 트램
시티센터 트램은 크리스탈을 중심으로 남쪽으로는 몬테카를로, 북쪽으로는 벨라지오와 연결된다. DCC의 케이블선 기술을 이용하며, 2개의 독립된 로프가 평행한 트랙을 끌어당기고, 각 트랙에는 4개의 객차가 운행된다. 트램은 2009년 12월 1일부터 운행되었다. 640미터 길이의 트랙은 각 방향으로 시간당 3,266명을 수송할 수 있다. 만차시에는 최대 132명까지 탑승할 수 있다.

## 미술 소장품
시티센터는 미국 전체에서 가장 많은 공공미술작품을 모아 왔으며, 미화로 4,000만달러, 한화로는 약 453억원의 가치를 갖고 있다. 뿐만 아니라, 만다린 오리엔탈은 갤러리를 오픈해서 대중들이 다양한 작가들의 작품을 접할 수 있도록 하고 있다.